# Umaria
Umaria é uma cidade e um município no distrito de Umaria, no estado indiano de Madhya Pradesh.

## Geografia
Umaria está localizada a 23° 25′ N, 78° 38′ L. Tem uma altitude média de 538 metros (1 765 pés).

## Demografia
Segundo o censo de 2001, Umaria tinha uma população de 26 837 habitantes. Os indivíduos do sexo masculino constituem 53% da população e os do sexo feminino 47%. Umaria tem uma taxa de literacia de 69%, superior à média nacional de 59,5%: a literacia no sexo masculino é de 78% e no sexo feminino é de 59%. Em Umaria, 14% da população está abaixo dos 6 anos de idade.